# Velká Británie na Zimních olympijských hrách 2018
Velkou Británii na Zimních olympijských hrách 2018 reprezentovalo 56 sportovců v 10 sportech.

## Medailisté
| Medaile | Jméno            | Sport                | Disciplína      | Datum     |
| ------- | ---------------- | -------------------- | --------------- | --------- |
| Zlato   | Lizzy Yarnoldová | Skeleton             | Ženy            | 17. února |
| Bronz   | Dom Parsons      | Skeleton             | Muži            | 16. února |
| Bronz   | Izzy Atkinová    | Akrobatické lyžování | Ženy Slopestyle | 17. února |
| Bronz   | Laura Deasová    | Skeleton             | Ženy            | 17. února |
| Bronz   | Billy Morgan     | Snowboarding         | Muži Big Air    | 24. února |